# Mahdi Karim
Mahdi Karim Ajeel (Bagdá, 10 de dezembro de 1983) é um futebolista profissional iraquiano, meio-campo, milita no Al-Talaba.

## Carreira
Karim integrou o elenco da Seleção Iraquiana de Futebol, nas Olimpíadas de 2004. 